# Polemonium eddyense
Espèce
Polemonium eddyense est une espèce de plantes à fleurs de la famille des Polemoniaceae. C'est une plante herbacée endémique d'une petite zone autour du mont Eddy (en) en Californie,.

## Description
Polemonium eddyense est une plante sauvage vivace. C'est une petite herbe avec une touffe dense de feuilles poilues très divisées. Les fleurs se tiennent en grappe serrée au-dessus du feuillage. Chaque fleur, bleue avec un centre jaune, présente cinq pétales symétriques et des anthères jaunes proéminentes.

## Répartition et habitat
Polemonium eddyense pousse sur et près du mont Eddy (en) en Californie sur des sols serpentins rocheux. Cette espèce est considérée comme étant en voie de disparition.

## Systématique
Le nom correct complet (avec auteur) de ce taxon est Polemonium eddyense Stubbs. Cette espèce a été décrite par  (d) (1983-) dans une publication coécrite avec Robert Patterson (d) (1947-). L'holotype a été collecté à environ 2 750 m et le paratype à 2 707 m.
Ce taxon porte en anglais le nom vernaculaire ou normalisé suivant : Mount Eddy sky pilot.

### Étymologie
Son épithète spécifique, composée de eddy et du suffixe latin -ense, « qui vit dans, qui habite », lui a été donnée en référence à sa localité type, le mont Eddy.

### Publication originale
- (en) Rebecca L. Stubbs et Robert Patterson, « Revisions in Polemonium (Polemoniaceae): A New Species and a New Variety from California », Madroño, États-Unis, vol. 60, no 3,‎ 1er juillet 2013, p. 243-248 (ISSN 0024-9637, e-ISSN 1943-6297, DOI 10.3120/0024-9637-60.3.243, lire en ligne, consulté le 27 octobre 2024).